# Imprensa Oficial (Macau)
A Imprensa Oficial (IO) (em chinês: 印務局) é um serviço público da Região Administrativa Especial de Macau, que executa a política editorial da Região Administrativa Especial de Macau. A Imprensa Oficial está responsável pela produção, impressão e edição das publicações dos órgãos da Administração de Macau, dos serviços e organismos públicos. 
A Imprensa Oficial tem uma história de mais de 110 anos, tendo como antecessora a Imprensa Nacional e Imprensa Oficial de Macau. Foi criada em 16 de Novembro de 1900 e está responsável principalmente pela impressão do Boletim Oficial e os formulários dos serviços públicos. Antes da criação da Imprensa Oficial, o Boletim Oficial foi imprimido pelas imprensas privadas.

## História
27 de Novembro de 1891
- O Inspector da Fazenda, Artur Tamagnini de Abreu da Mota Barbosa (pai do Governador Artur Tamagnini de Sousa Barbosa - 1918), sugeriu a fundação da Imprensa Nacional.

16 de Novembro de 1900
- É criada a Imprensa Nacional de Macau, que entrou em funcionamento no dia 1 de Janeiro de 1901.

28 de Dezembro de 1900
- É aprovado o primeiro Regulamento da Imprensa Nacional de Macau, bem como o das escolas de tipografia e encadernação.

Junho de 1901
- Foi ainda determinado que a referida escola fosse instalada junto da Imprensa Nacional, a qual funcionou desde até Dezembro de 1920, data em que cessou, devido não só à falta de concorrência dos alunos como também porque os dois professores foram transitados para o quadro do pessoal da Imprensa Nacional.

1952
- Tem início a construção do actual edifício na então Rua dos Prazeres (Houve muitas mudanças de instalações desde 1901 a 1954).

28 de Janeiro de 1954
- É inaugurado o edifício da Imprensa Nacional, pelo Governador Joaquim Marques Esparteiro, passando a Rua dos Prazeres a ser designada por Rua da Imprensa Nacional.

18 de Maio de 1985
- A Imprensa Nacional de Macau passa a designar-se Imprensa Oficial de Macau (Decreto-Lei. 42/85/M[1]).

20 de Dezembro de 1999
- A Imprensa Oficial de Macau passa a designar-se Imprensa Oficial (Regulamento Administrativo n.º 6/1999[2])

7 de Outubro de 2002
- Obtenção do Certificado de Sistema de Gestão de Qualidade ISO9001.

23 de Janeiro de 2009
- Obtenção do Certificado de Sistema de Gestão do Ambiente ISO14001.

19 de Agosto de 2010
- Obtenção do Certificado do Sistema de Gestão de Segurança de Informação.

9 de Maio de 2019
- Mudança de instalações para o Edifício Multifuncional do Governo Pac On - Taipa.

## Mudança da sede
| Ano                                 | Localidade                                                                       |
| ----------------------------------- | -------------------------------------------------------------------------------- |
| 1.ª geração - 1901                  | Rés-do-chão da residência do Dr. Leo, n.º 3 da Travessa do Bom Jesus             |
| 2.ª geração - 1901                  | Rua da Alfândega, na antiga Fábrica de ópio                                      |
| 3.ª geração - 15 de Agosto de 1910  | Travessa do Padre Narciso, Congregação Salesiana, 1.º andar                      |
| 4.ª geração - 1910                  | Rua do Hospital, num edifício, hoje demolido, contíguo ao Hospital de S. Rafael. |
| 5.ª geração - 1910                  | Rua de Inácio Baptista                                                           |
| 6.ª geração - 1927                  | Dentro do Jardim de Luís de Camões                                               |
| 7.ª geração - 18 de Janeiro de 1954 | Rua da Imprensa Nacional                                                         |
| Presente - 9 de Maio de 2019        | Lote O1 dos Aterros de Pac On, Edifício Multifuncional do Governo                |

## Atribuições

### Atribuições Gerais
- Produzir as publicações periódicas dos órgãos da Administração da RAEM, dos serviços e organismos públicos, incluindo as autarquias, dos serviços e fundos autónomos e das demais pessoas colectivas de direito público;
- Editar as publicações que constituam seu exclusivo;
- Assegurar a formação do seu pessoal nas técnicas das artes gráficas nas suas várias modalidades;
- Promover a difusão das suas próprias edições e das que, em condições a acordar, lhe sejam confiadas por outros editores oficiais ou privados;
- Imprimir outras publicações oficiais ou privadas, que lhe sejam confiadas mediante acordo, designadamente livros, revistas, folhetos e outros trabalhos destinados à leitura ou consulta.

### Atribuições Exclusivas
- Compor, rever e imprimir :
- O «Boletim Oficial da Região Administrativa Especial de Macau» e seus suplementos;
- As colecções e separatas oficiais da legislação da RAEM;
- O Orçamento da Região e os orçamentos dos órgãos e serviços nele mencionados;
- As contas da RAEM;
- As Linhas de Acção Governativa;
- Os impressos oficiais de modelo legalmente fixado;
- Os trabalhos de natureza oficial em que seja usado o símbolo da RAEM;
- Os trabalhos que, pela sua natureza, exijam especiais condições de segurança e controlo.

## Directores da Imprensa Oficial
- José Maria Lopes (1901)
- Constâncio José da Silva (1901)
- João Pereira (1902 a 1919)
- Rodrigo Marim Chaves (1920 a 1926)
- Alexandre Noronha (1926 a 1947)
- Jaime Robarts (1947 a 1973)
- Alexandre Silva (1973 a 1982)
- António de Vasconcelos Mendes Liz (26 de Agosto 1982 a 19 de Julho 1993)
- Lic. Eduardo Alberto Correia Ribeiro (1 de Outubro 1993 a 31 de Dezembro de 1998)
- Lic. António Ernesto Silveiro Gomes Martins (24 de Fevereiro de 1999 a 2 de Julho de 2008)
- Lei Wai Nong (2 de Janeiro de 2009 a 19 de Dezembro de 2009)
- Tou Chi Man (30 de Março de 2011 a 30 de Março de 2019)
- Chan Iat Hong (30 de Junho de 2019 até ao presente)

## Estrutura orgânica
(a) Equiparado a Secção
|                              |                              |                              |                              |                                 |                                 |                                 |                                 |                                 |                                 | Conselho Administrativo             | Conselho Administrativo        | Conselho Administrativo   | Conselho Administrativo   | Conselho Administrativo              | Conselho Administrativo              |                                      |                                      |                                      |                                      | Aministrador                        | Aministrador                        | Aministrador              | Aministrador              | Aministrador                     | Aministrador                     |                                  |                                  |                                  |                                  |  |  |                              |                              |                              |                              |                              |                              |  |  |                                  |                                  |                                  |                                  |                                  |                                  |  |  |                                           |                                           |                                           |                                           |                                           |                                           |  |  |  |  |
|                              |                              |                              |                              |                                 |                                 |                                 |                                 |                                 |                                 | Conselho Administrativo             | Conselho Administrativo        | Conselho Administrativo   | Conselho Administrativo   | Conselho Administrativo              | Conselho Administrativo              |                                      |                                      |                                      |                                      | Aministrador                        | Aministrador                        | Aministrador              | Aministrador              | Aministrador                     | Aministrador                     |                                  |                                  |                                  |                                  |  |  |                              |                              |                              |                              |                              |                              |  |  |                                  |                                  |                                  |                                  |                                  |                                  |  |  |                                           |                                           |                                           |                                           |                                           |                                           |  |  |  |  |
|                              |                              |                              |                              |                                 |                                 |                                 |                                 |                                 |                                 |                                     |                                |                           |                           |                                      |                                      |                                      |                                      |                                      |                                      | Aministrador-adjunto                |                                     |                           |                           |                                  |                                  |                                  |                                  |                                  |                                  |  |  |                              |                              |                              |                              |                              |                              |  |  |                                  |                                  |                                  |                                  |                                  |                                  |  |  |                                           |                                           |                                           |                                           |                                           |                                           |  |  |  |  |
|                              |                              |                              |                              |                                 |                                 |                                 |                                 |                                 |                                 |                                     |                                |                           |                           |                                      |                                      |                                      |                                      |                                      |                                      |                                     |                                     |                           |                           |                                  |                                  |                                  |                                  |                                  |                                  |  |  |                              |                              |                              |                              |                              |                              |  |  |                                  |                                  |                                  |                                  |                                  |                                  |  |  |                                           |                                           |                                           |                                           |                                           |                                           |  |  |  |  |
|                              |                              |                              |                              |                                 |                                 |                                 |                                 |                                 |                                 |                                     |                                |                           |                           |                                      |                                      |                                      |                                      |                                      |                                      |                                     |                                     |                           |                           |                                  |                                  |                                  |                                  |                                  |                                  |  |  |                              |                              |                              |                              |                              |                              |  |  |                                  |                                  |                                  |                                  |                                  |                                  |  |  |                                           |                                           |                                           |                                           |                                           |                                           |  |  |  |  |
|                              |                              |                              |                              |                                 |                                 |                                 |                                 |                                 |                                 | Divisão Administrativa e Financeira |                                |                           |                           |                                      |                                      |                                      |                                      |                                      |                                      |                                     |                                     |                           |                           |                                  |                                  |                                  |                                  |                                  |                                  |  |  |                              |                              |                              |                              |                              |                              |  |  |                                  |                                  |                                  |                                  |                                  |                                  |  |  |                                           |                                           |                                           |                                           |                                           |                                           |  |  |  |  |
|                              |                              |                              |                              |                                 |                                 |                                 |                                 |                                 |                                 |                                     |                                |                           |                           |                                      |                                      |                                      |                                      |                                      |                                      |                                     |                                     |                           |                           |                                  |                                  |                                  |                                  |                                  |                                  |  |  |                              |                              |                              |                              |                              |                              |  |  |                                  |                                  |                                  |                                  |                                  |                                  |  |  |                                           |                                           |                                           |                                           |                                           |                                           |  |  |  |  |
|                              |                              |                              |                              |                                 |                                 |                                 |                                 |                                 |                                 |                                     |                                |                           |                           |                                      |                                      |                                      |                                      |                                      |                                      |                                     |                                     |                           |                           |                                  |                                  |                                  |                                  |                                  |                                  |  |  |                              |                              |                              |                              |                              |                              |  |  |                                  |                                  |                                  |                                  |                                  |                                  |  |  |                                           |                                           |                                           |                                           |                                           |                                           |  |  |  |  |
|                              |                              |                              |                              |                                 |                                 | Secção de Expediente e Pessoal  | Secção de Expediente e Pessoal  | Secção de Expediente e Pessoal  | Secção de Expediente e Pessoal  | Secção de Expediente e Pessoal      | Secção de Expediente e Pessoal |                           |                           | Secção de Contabilidade e Património | Secção de Contabilidade e Património | Secção de Contabilidade e Património | Secção de Contabilidade e Património | Secção de Contabilidade e Património | Secção de Contabilidade e Património |                                     |                                     |                           |                           |                                  |                                  |                                  |                                  |                                  |                                  |  |  |                              |                              |                              |                              |                              |                              |  |  |                                  |                                  |                                  |                                  |                                  |                                  |  |  |                                           |                                           |                                           |                                           |                                           |                                           |  |  |  |  |
|                              |                              |                              |                              |                                 |                                 | Secção de Expediente e Pessoal  | Secção de Expediente e Pessoal  | Secção de Expediente e Pessoal  | Secção de Expediente e Pessoal  | Secção de Expediente e Pessoal      | Secção de Expediente e Pessoal |                           |                           | Secção de Contabilidade e Património | Secção de Contabilidade e Património | Secção de Contabilidade e Património | Secção de Contabilidade e Património | Secção de Contabilidade e Património | Secção de Contabilidade e Património |                                     |                                     |                           |                           |                                  |                                  |                                  |                                  |                                  |                                  |  |  |                              |                              |                              |                              |                              |                              |  |  |                                  |                                  |                                  |                                  |                                  |                                  |  |  |                                           |                                           |                                           |                                           |                                           |                                           |  |  |  |  |
|                              |                              |                              |                              |                                 |                                 |                                 |                                 |                                 |                                 |                                     |                                |                           |                           |                                      |                                      |                                      |                                      |                                      |                                      |                                     |                                     |                           |                           |                                  |                                  |                                  |                                  |                                  |                                  |  |  |                              |                              |                              |                              |                              |                              |  |  |                                  |                                  |                                  |                                  |                                  |                                  |  |  |                                           |                                           |                                           |                                           |                                           |                                           |  |  |  |  |
|                              |                              |                              |                              | Divisão de Publicações Oficiais | Divisão de Publicações Oficiais | Divisão de Publicações Oficiais | Divisão de Publicações Oficiais | Divisão de Publicações Oficiais | Divisão de Publicações Oficiais |                                     |                                |                           |                           |                                      |                                      |                                      |                                      |                                      |                                      | Divisão de Fotocomposição           | Divisão de Fotocomposição           | Divisão de Fotocomposição | Divisão de Fotocomposição | Divisão de Fotocomposição        | Divisão de Fotocomposição        |                                  |                                  |                                  |                                  |  |  |                              |                              |                              |                              |                              |                              |  |  |                                  |                                  |                                  |                                  |                                  |                                  |  |  |                                           |                                           |                                           |                                           |                                           |                                           |  |  |  |  |
|                              |                              |                              |                              | Divisão de Publicações Oficiais | Divisão de Publicações Oficiais | Divisão de Publicações Oficiais | Divisão de Publicações Oficiais | Divisão de Publicações Oficiais | Divisão de Publicações Oficiais |                                     |                                |                           |                           |                                      |                                      |                                      |                                      |                                      |                                      | Divisão de Fotocomposição           | Divisão de Fotocomposição           | Divisão de Fotocomposição | Divisão de Fotocomposição | Divisão de Fotocomposição        | Divisão de Fotocomposição        |                                  |                                  |                                  |                                  |  |  |                              |                              |                              |                              |                              |                              |  |  | Sector Comercial                 |                                  |                                  |                                  |                                  |                                  |  |  |                                           |                                           |                                           |                                           |                                           |                                           |  |  |  |  |
|                              |                              |                              |                              |                                 |                                 |                                 |                                 |                                 |                                 |                                     |                                |                           |                           |                                      |                                      |                                      |                                      |                                      |                                      |                                     |                                     |                           |                           |                                  |                                  |                                  |                                  |                                  |                                  |  |  |                              |                              |                              |                              |                              |                              |  |  |                                  |                                  |                                  |                                  |                                  |                                  |  |  |                                           |                                           |                                           |                                           |                                           |                                           |  |  |  |  |
|                              |                              |                              |                              |                                 |                                 |                                 |                                 |                                 |                                 |                                     |                                |                           |                           |                                      |                                      |                                      |                                      |                                      |                                      |                                     |                                     |                           |                           |                                  |                                  |                                  |                                  |                                  |                                  |  |  |                              |                              |                              |                              |                              |                              |  |  |                                  |                                  |                                  |                                  |                                  |                                  |  |  |                                           |                                           |                                           |                                           |                                           |                                           |  |  |  |  |
| Secção Portuguesa de Revisão | Secção Portuguesa de Revisão | Secção Portuguesa de Revisão | Secção Portuguesa de Revisão | Secção Portuguesa de Revisão    | Secção Portuguesa de Revisão    |                                 |                                 | Secção Chinesa de Revisão       | Secção Chinesa de Revisão       | Secção Chinesa de Revisão           | Secção Chinesa de Revisão      | Secção Chinesa de Revisão | Secção Chinesa de Revisão |                                      |                                      | Secção Portuguesa de Fotocomposição  | Secção Portuguesa de Fotocomposição  | Secção Portuguesa de Fotocomposição  | Secção Portuguesa de Fotocomposição  | Secção Portuguesa de Fotocomposição | Secção Portuguesa de Fotocomposição |                           |                           | Secção Chinesa de Fotocomposição | Secção Chinesa de Fotocomposição | Secção Chinesa de Fotocomposição | Secção Chinesa de Fotocomposição | Secção Chinesa de Fotocomposição | Secção Chinesa de Fotocomposição |  |  | Oficina de Pre-impressão (a) | Oficina de Pre-impressão (a) | Oficina de Pre-impressão (a) | Oficina de Pre-impressão (a) | Oficina de Pre-impressão (a) | Oficina de Pre-impressão (a) |  |  | Oficina de Impressão e Corte (a) | Oficina de Impressão e Corte (a) | Oficina de Impressão e Corte (a) | Oficina de Impressão e Corte (a) | Oficina de Impressão e Corte (a) | Oficina de Impressão e Corte (a) |  |  | Oficina de Encadernação e Acabamentos (a) | Oficina de Encadernação e Acabamentos (a) | Oficina de Encadernação e Acabamentos (a) | Oficina de Encadernação e Acabamentos (a) | Oficina de Encadernação e Acabamentos (a) | Oficina de Encadernação e Acabamentos (a) |  |  |  |  |

## Legislação orgânica
- Decreto-Lei n.º 6/97/M[4]
  - Reestrutura a orgânica da Imprensa Oficial de Macau. — Revoga o Decreto-Lei n.º 9/90/M, de 9 de Abril.
- Lei n.º 3/1999[5]
  - Publicação e formulário dos diplomas
- Ordem Executiva n.º 12/2010[6]
  - O quadro de pessoal da Imprensa Oficial.